# Ewald Büngener
Ewald Büngener (* 3. Oktober 1916 in Altenhundem; † 26. Oktober 1953 ebenda) war ein deutscher Bildhauer.

## Leben
Seine Eltern waren der Schuhmachermeister Josef Büngener aus Cobbenrode und dessen Ehefrau Ida. Mit ihm wuchsen noch die drei Brüder Hubert, Josef und Gottfried auf. Nach dem Besuch der Volksschule zu Altenhundem absolvierte Büngener zunächst eine Lehre als Rechtsanwaltsgehilfe und besuchte anschließend die Handelsschule.
Sein künstlerisches Talent zeigte sich in einem aus Holz geschnitzten Christuskörper für ein Zimmerkreuz. Die Arbeit überzeugte die Dichterin und Malerin Josefa Berens-Totenohl, die auch junge Talente förderte. Sie empfahl ihn dem Bildhauer Albert Mazotti in Münster für eine Lehre. Büngener äußerte sich später sehr begeistert über die dreijährige Ausbildung. Es folgten Jahre des Arbeitsdienstes und die Soldatenzeit. Er erlitt eine Verwundung und geriet in Kriegsgefangenschaft. 
Im Jahr 1946 heiratete Büngener seine Frau Lotte. Sein Atelier richtete er im Wohnhaus „Alte Mühle“ in Altenhundem ein. Büngener starb am 26. Oktober 1953, er wurde nur 37 Jahre alt.

## Werk

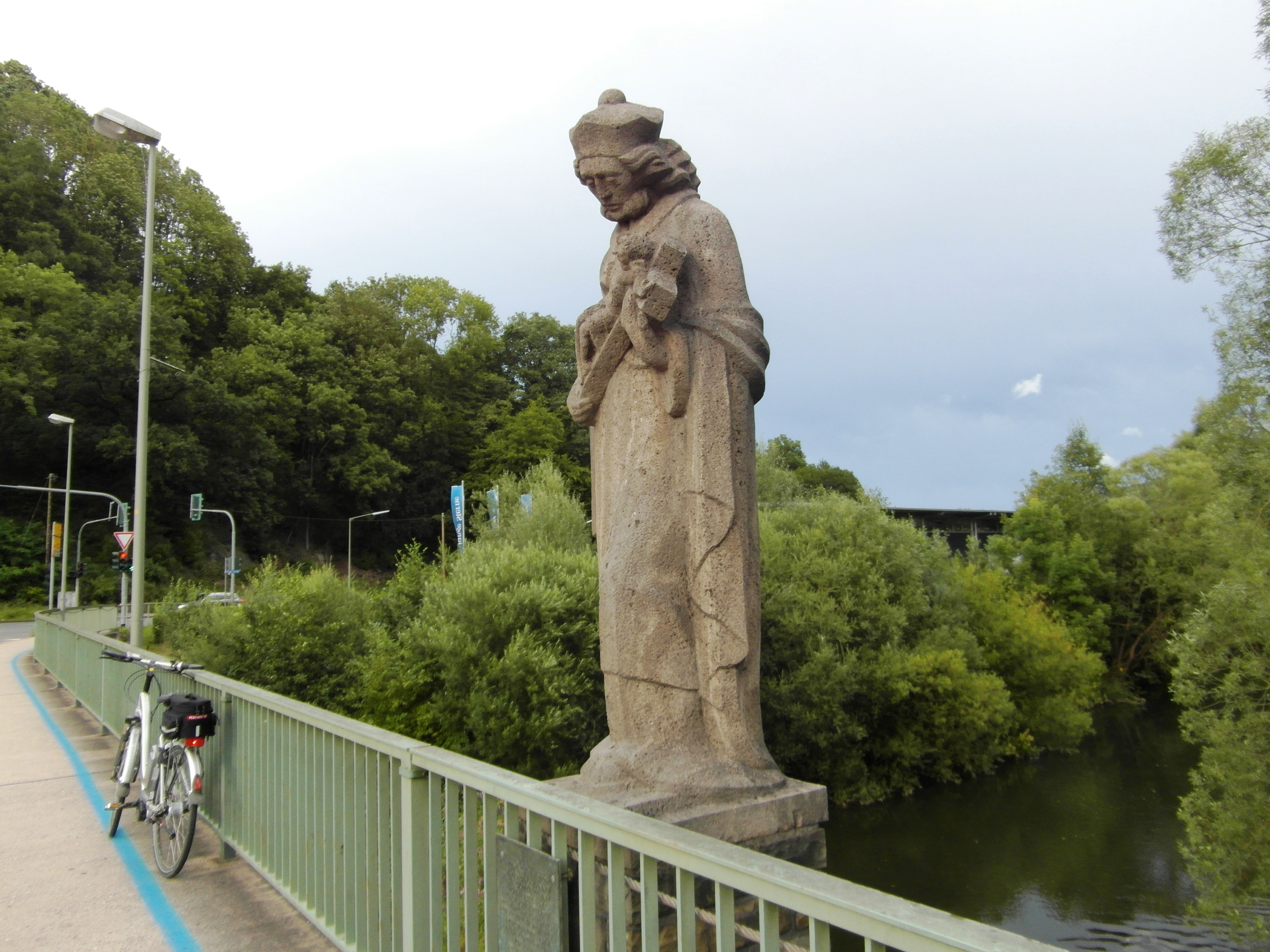
Nepomuk-Figur an der Lennebrücke in Grevenbrück

Zu einem seiner bekanntesten Werke zählt die Nepomukfigur auf der Lennebrücke in Grevenbrück. Die 2,20 Meter hohe Muschelkalk-Statue wurde von ihm im Jahr 1949 als freie Nachschöpfung der Vorgängerskulptur geschaffen. Diese soll im 16. Jahrhundert von dem Prager Bildhauer Ferdinand Maximilian Brokoff geschaffen worden sein; sie ist mit der Sprengung der Lennebrücke im Jahr 1945 untergegangen. Die Anmut der Figur und die Leidensfülle und Demut des Antlitzes verkörpern in besonderem Maße den christlichen Glauben des Bildhauers Ewald Büngener und dessen handwerkliches und künstlerisches Talent.
Ein Werk Büngeners ist auch die auf dem Friedhof in Altenhundem errichtete Stele zum Gedenken an den Tod des Malermeisters und Kolpingbruders Peter Breitenbach. Breitenbach verlor am 7. Januar 1937 bei dem Versuch, ein Schulkind aus den Hochwasserfluten der Lenne zu retten, gemeinsam mit dem Kind sein Leben. Das aus Muschelkalk geschaffene Relief verkörpert die Osterbotschaft. Darunter ist der mit den Fluten kämpfende Peter Breitenbach abgebildet. Ebenfalls auf dem Friedhof in Altenhundem befindet sich eine Pietà, ehemals ein Grabstein, den Büngener für das inzwischen aufgelassene Grab seiner Eltern geschaffen hatte.
Weitere Werke Büngners sind neben anderen eine bronzene Bergmannsstatue in der Eingangshalle der Grube Sachtleben in Meggen, eine Madonnenfigur mit Kind (Privatbesitz in Lennestadt-Saalhausen) und ein Holzrelief des St. Michael in der Michaelskapelle in Altenhundem.

## Quelle
- Jochen Krause: Ewald Büngener. Bildwerke tiefer Gläubigkeit. In: Menschen der Heimat Teil II Olpe 1987, S. 306–311
- Klaus Dommes: Wer kannte den Künstler Ewald Büngener? Saalhauser Bote Nr. 21, 2/2007